# Castelfondo
Castelfondo là một đô thị tại tỉnh Trento trong vùng Trentino-Alto Adige/Südtirol, có vị trí khoảng 45 km về phía bắc của Trento. Tại thời điểm ngày 31 tháng 12 năm 2004, đô thị này có dân số 624 người và diện tích là 25,8 km².
Castelfondo giáp các đô thị: Brez, Fondo, Thánh Pankraz, Unsere Liebe Frau im Walde-Thánh Felix và Laurein.